# Capiago Intimiano
Capiago Intimiano ist eine norditalienische Gemeinde (comune)  in der Provinz Como in der Lombardei. 

## Lage und Einwohner
Die Gemeinde liegt etwa 8 Kilometer südöstlich von der Provinzhauptstadt Como und hat 5440 Einwohner (Stand 31. Dezember 2023). Das Gemeindegebiet ist hügelig und liegt in Capiago auf einer Höhe von 624 m und im unteren Teil auf 387 m Höhe.
Die Nachbargemeinden sind Cantù, Como, Lipomo, Montorfano, Orsenigo und Senna Comasco.

## Geschichte
Die Gemeinde wurde Ende der 1920er Jahre aus den vormals eigenständigen Kommunen Capiago und Intimiano gebildet.

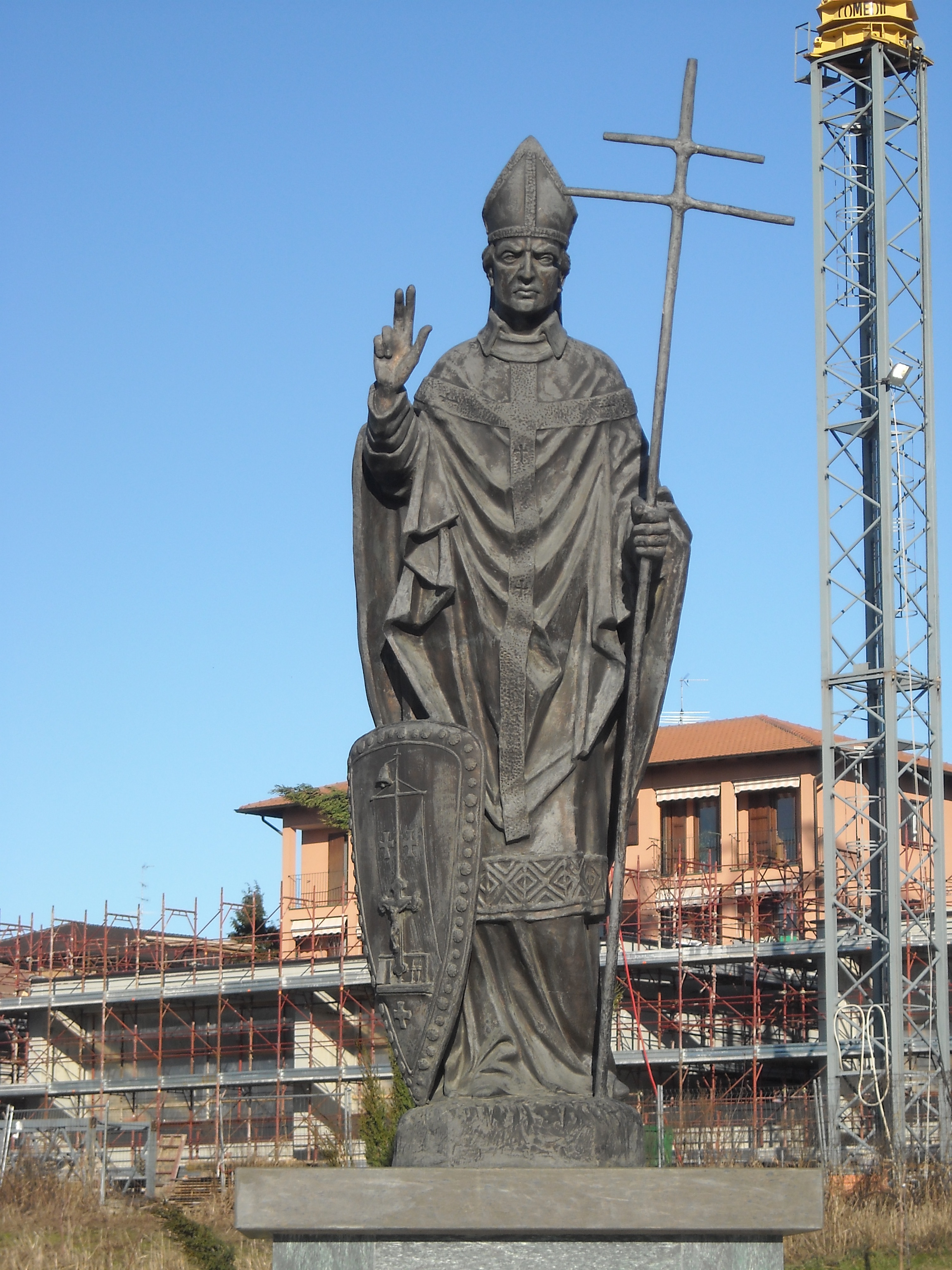
Statue Ariberto da Intimiano

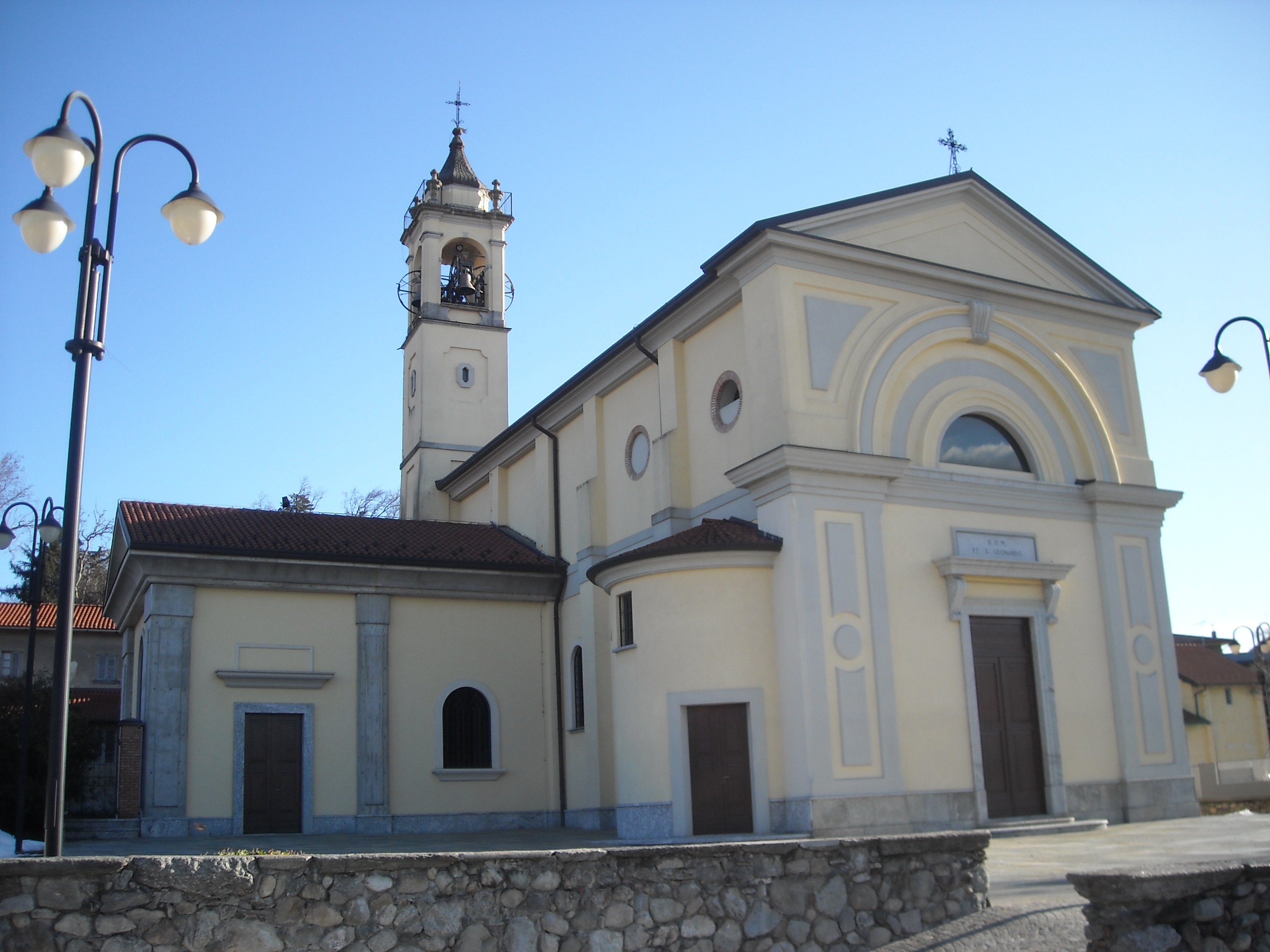
Pfarrkirche San Leonardo

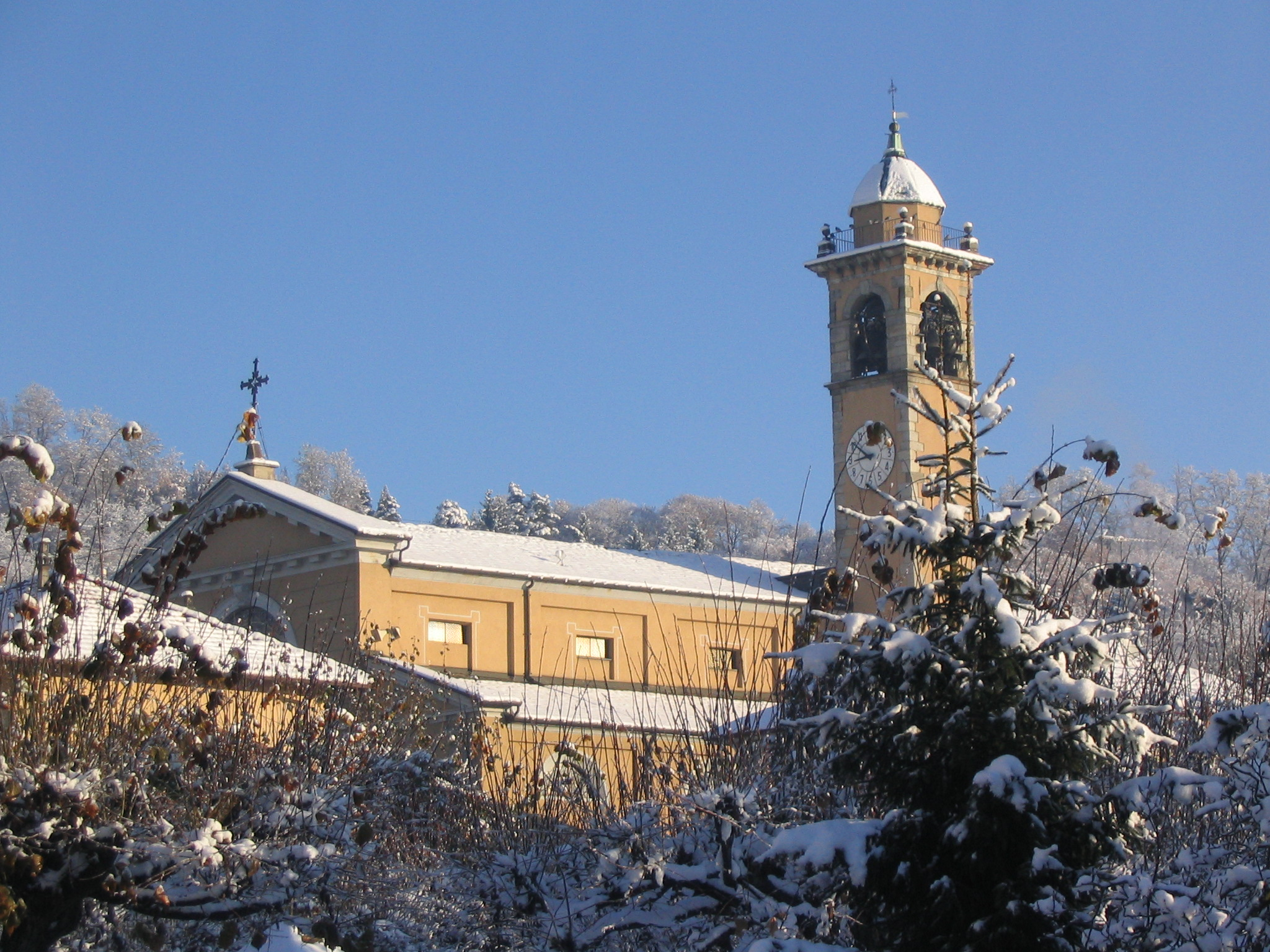
Kirche Santi Vincenzo e Anastasio

## Gemeindepartnerschaft
- Buják

## Sehenswürdigkeiten
- Pfarrkirche San Leonardo[2]
- Kirche San Vincenzo e Anastasio[3]

## Persönlichkeiten
- Aribert von Mailand (um 970 bis 1045), Erzbischof von Mailand
- Alessandro Pozzi (* 1954), Radrennfahrer